# Regiunea Ruvuma
Ruvuma este o regiune a Tanzaniei a cărei capitală este Songea. Are o populație de 1.235.000 locuitori și o suprafață de 64.000 km2.

## Subdiviziuni
Această regiune este divizată în 5 districte:
- Mbinga
- Songea Rural
- Songea Urban
- Tunduru
- Nantumbo